# ポイサーンロン

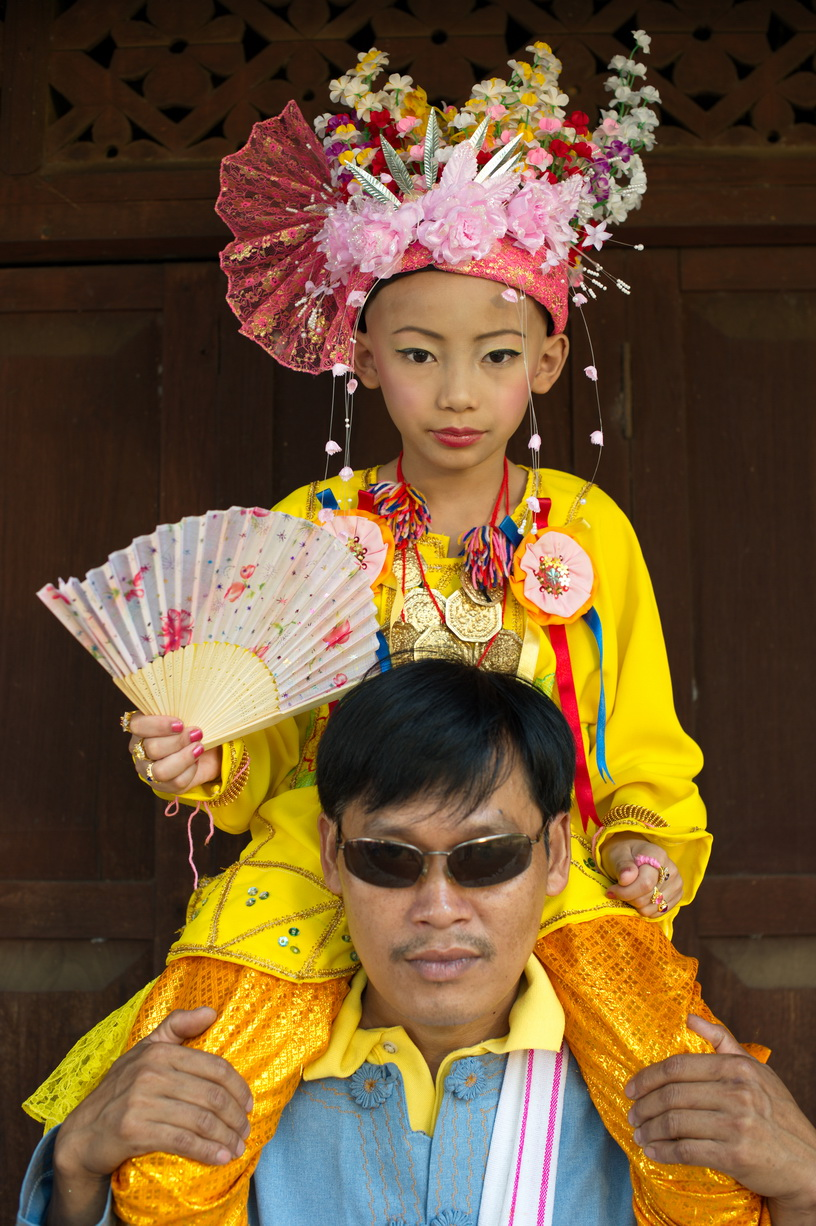
ポイサーンロン。2012年、タイ北部メーホンソンにて

ポイサーンロン（シャン語 : ပွႆးသၢင်ႇလွင်း ; タイ語 : ปอยส่างลอง）は、ミャンマー及びタイ北部のシャン人の儀式・通過儀礼であり、ビルマ人の「シンビュー」（en:Shinbyu、my:ရှင်ပြုခြင်း）に相当する。この儀式は7歳から14歳の少年が経験するものであり、請願を口にする。修行僧は一週間か数か月、もしくはそれ以上の期間、寺に参加することが求められる。習慣的には、大勢の少年たちが同時に修行僧（サーマネーラ、パーリ語: sāmaṇera、ビルマ語:  / ターマネー）に叙階される。ポーイルッケオ（シャン語 : ပွႆးလုၵ်ႈၵႅဝ်ႈ）もしくは ポイノイとも呼ばれる

## 語源
ポイサーンロンという語は次のように分解できる。
- ポイ（ပွႆး）：祭を意味する。 ビルマ語ပွဲから借用[1]。
- サーン（သၢင်ႇ）：ၶုၼ်သၢင်（ブラフマン）もしくはသၢင်ႇ（修行僧'）[1]
- ロン（လွင်း）： 菩薩 もしくは「王の血統」を意味するビルマ語အလောင်းから借用。

## 歴史
歴史上、最初の「ポイサーンロン」は2500年前の仏陀の生前に起こったと言われている。羅睺羅は、母耶輸陀羅の願いに応じて父である仏陀に近づき、遺産を要求した。「よろしい」と仏陀は述べたという。「これがあなた（羅睺羅）のための私の遺産である」と言い、若い王子の頭を剃るようある弟子に合図し、王子の衣の代わりに禁欲者の衣を着せるように命じた。そして羅睺羅は、仏陀に従い、森にある僧院に行くようにお願いされた。

## 儀式
ポイサーンロンの儀式は、仏陀の教訓に基づいて、仏法（ダルマ）を学ぶ機会を子供たちに与えるために行われる。この伝統のおかげで、参加者は功徳を積むと信じられている。
一般的に、この儀式は毎年三月から四月にかけて（児童たちが休暇の間）行われる。村人たちは、彼らの子供たちが同じ日に修行僧として叙階される（出家する）ように準備を行う。出家する子供たちは、服を着せられ、貴重な装飾で飾り立てられる。. 

チェンマイにおけるポイサーンロン
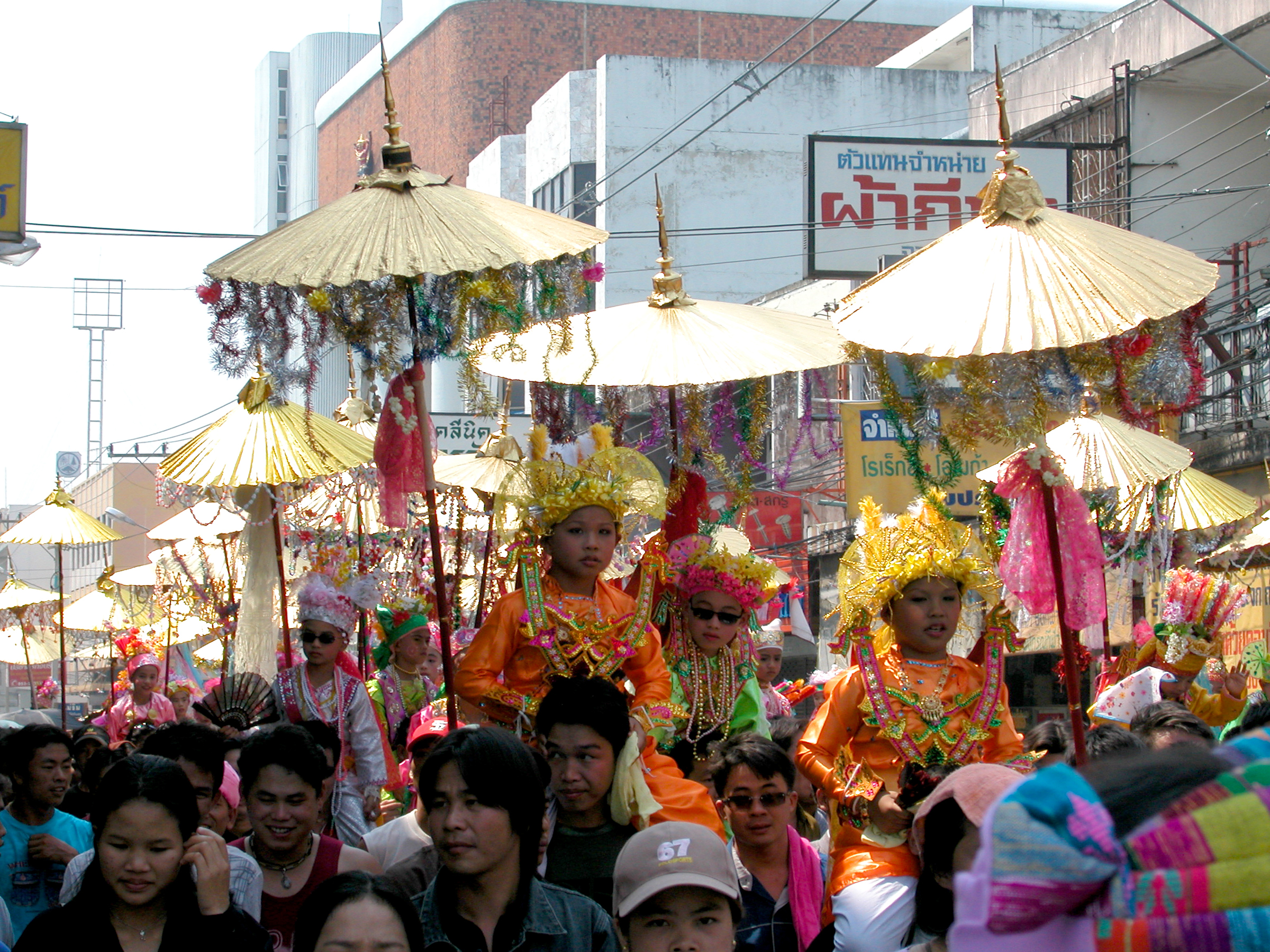
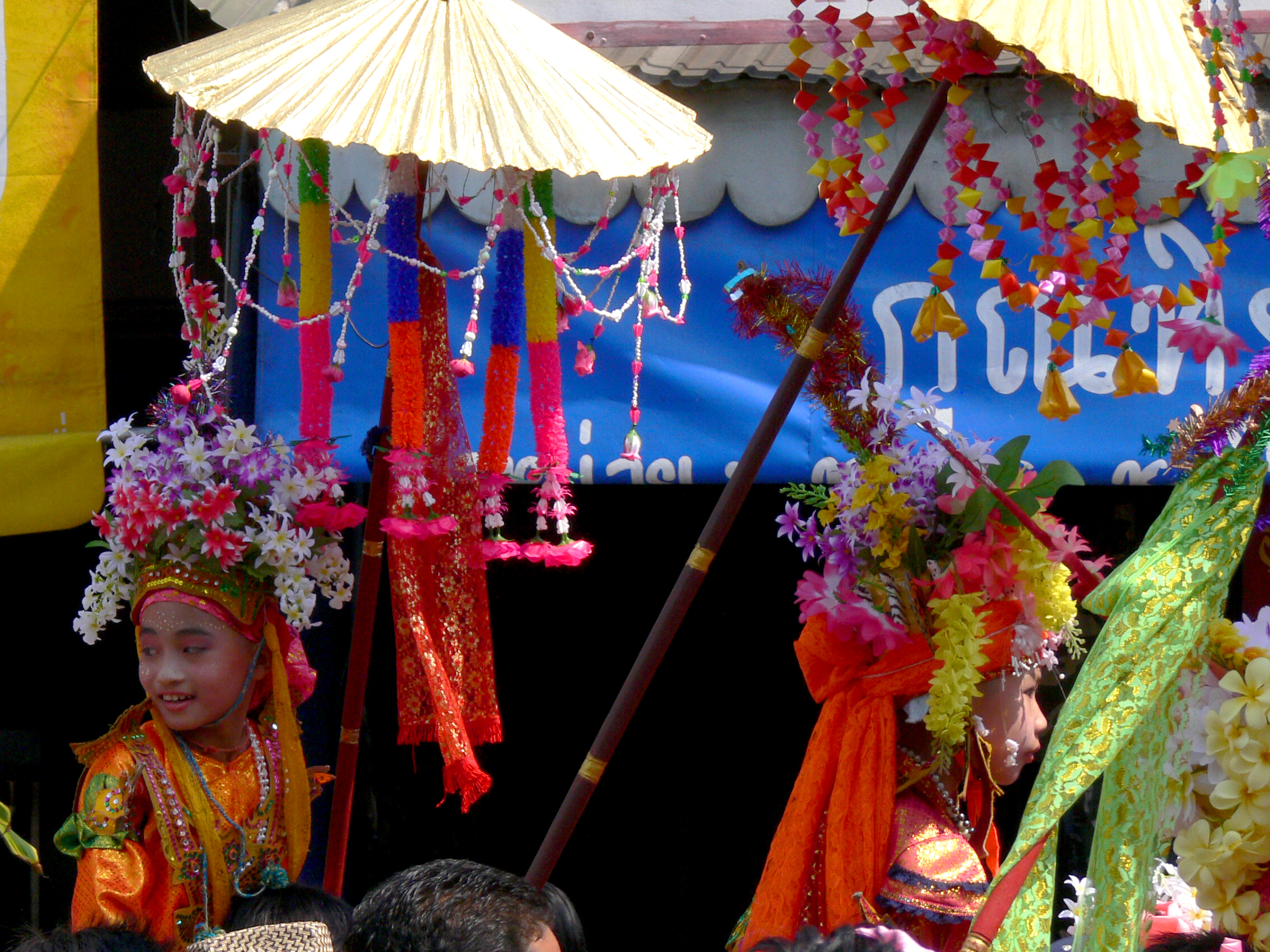
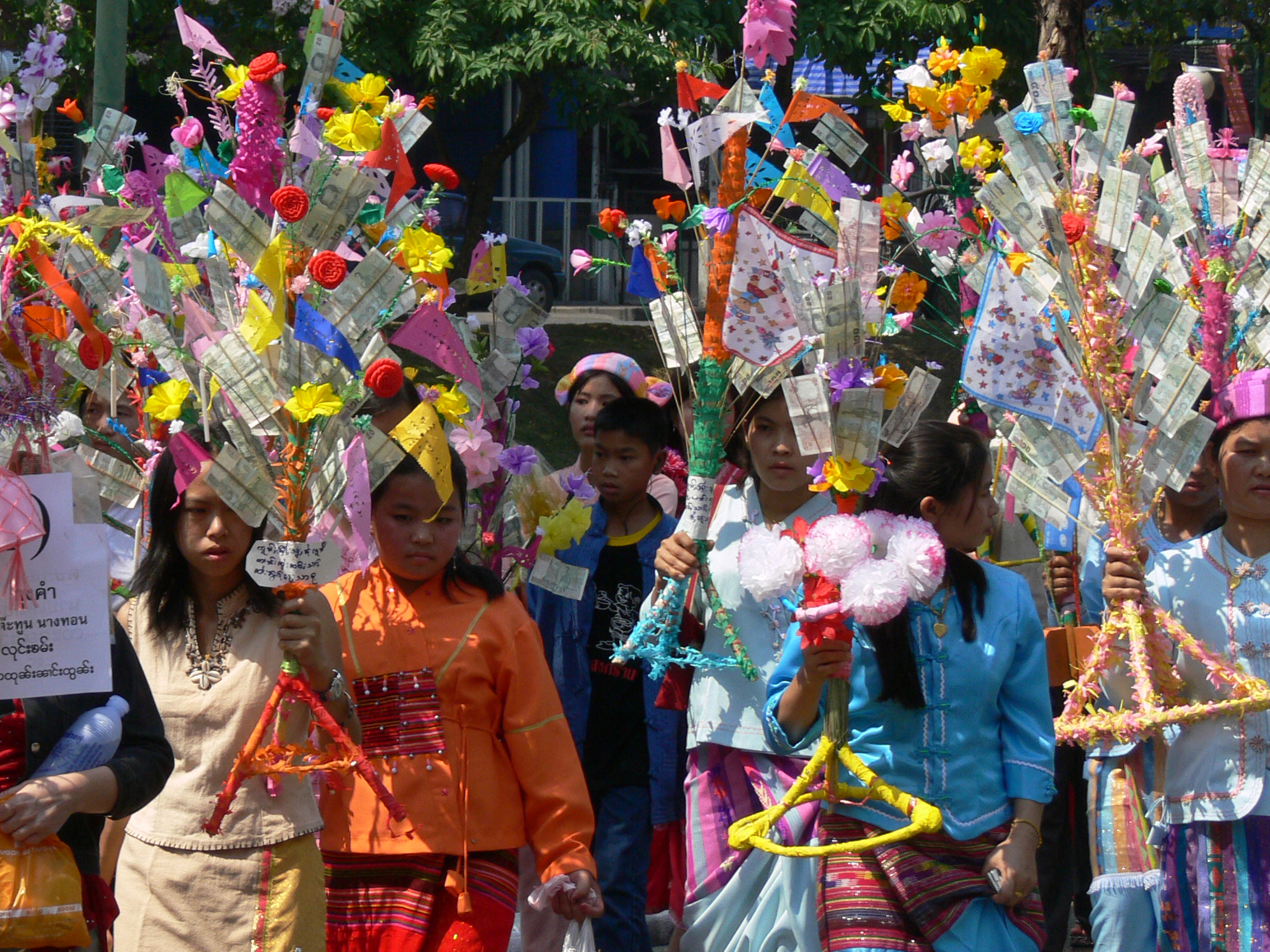
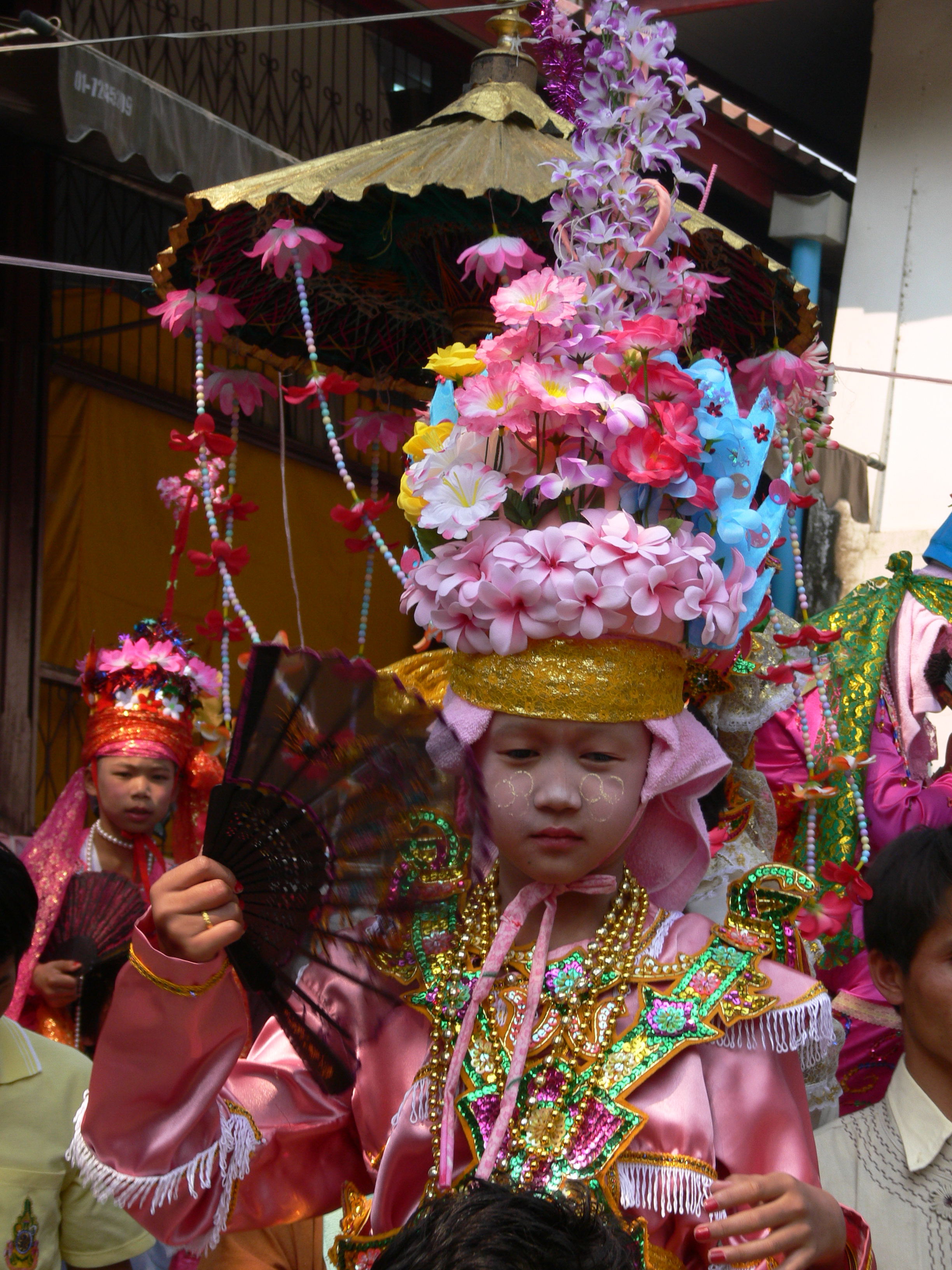

## 三日間
ポイサーンロンは三日間にわたっておこなわれる。
初日は「ヘーサーンロンの日」と呼ばれる。この日、すべての修行僧は剃髪式に参加するが、眉毛は剃らない（ミャンマーの信仰では眉毛は剃らないとされている）。彼らは化粧をし、壮麗な姿に正装する。この段階で、出家する予定の修行僧は「サーンロン」と呼ばれ、両親のもとへ連れていかれ、戒律を授かり、祝福の儀式が行われる。
二日目は「ヘークロールーの日」と呼ばれる。サーンロン（叙階される修行僧）が人々の前で行進していく。サーンロンは馬に乗ることもあり、馬がいなければ誰かの肩に担がれる。夜にはサーンロンのための儀式があり、夜中のあいだショーが行われる。
三日目は「カームサーンの日」と呼ばれる。この日は、僧院で修行僧の叙階式が行われる。

メーホンソンにおけるポイサーンロン
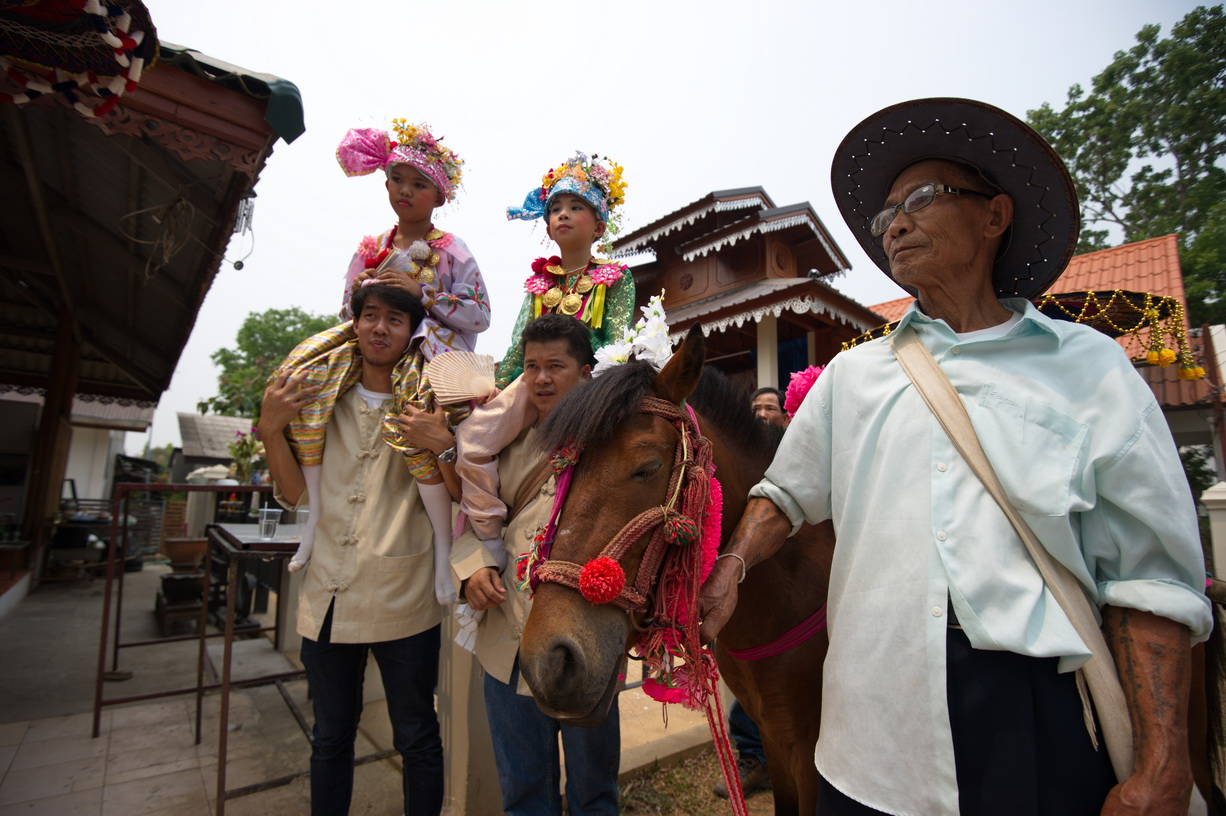
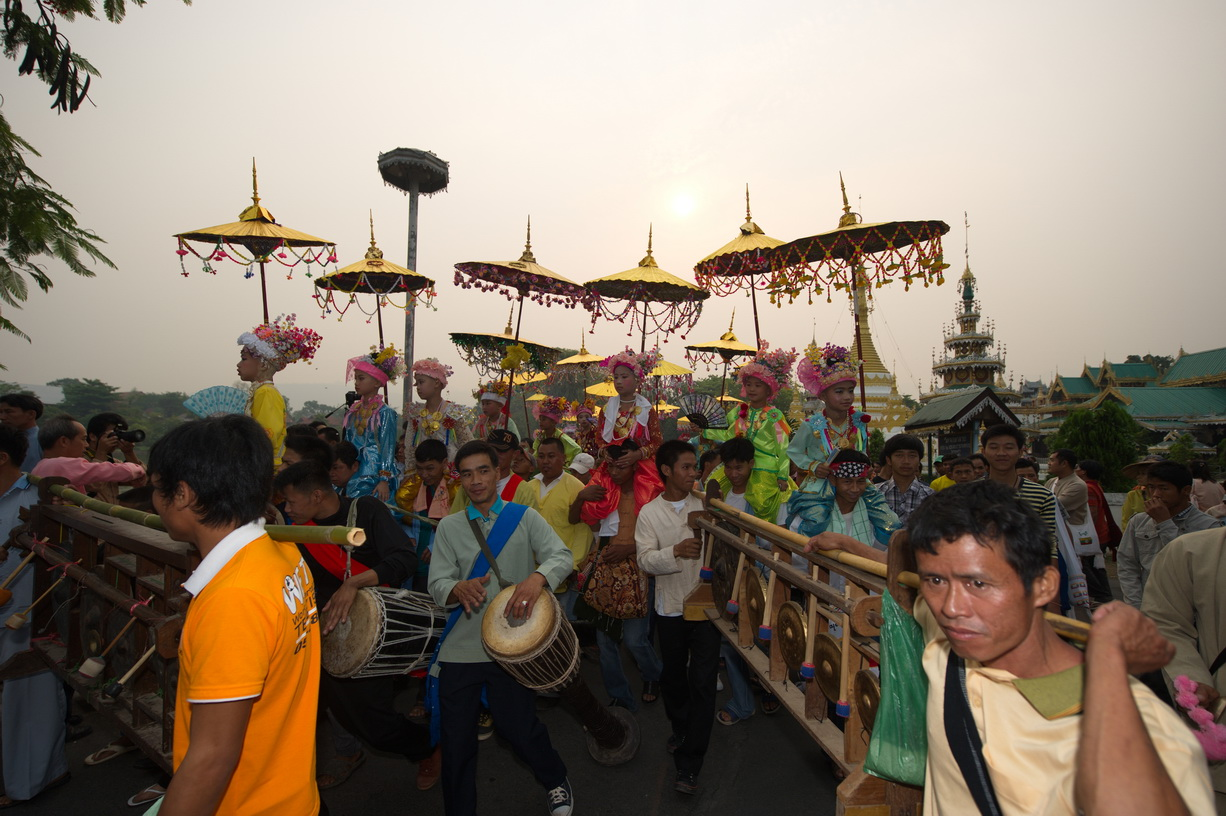
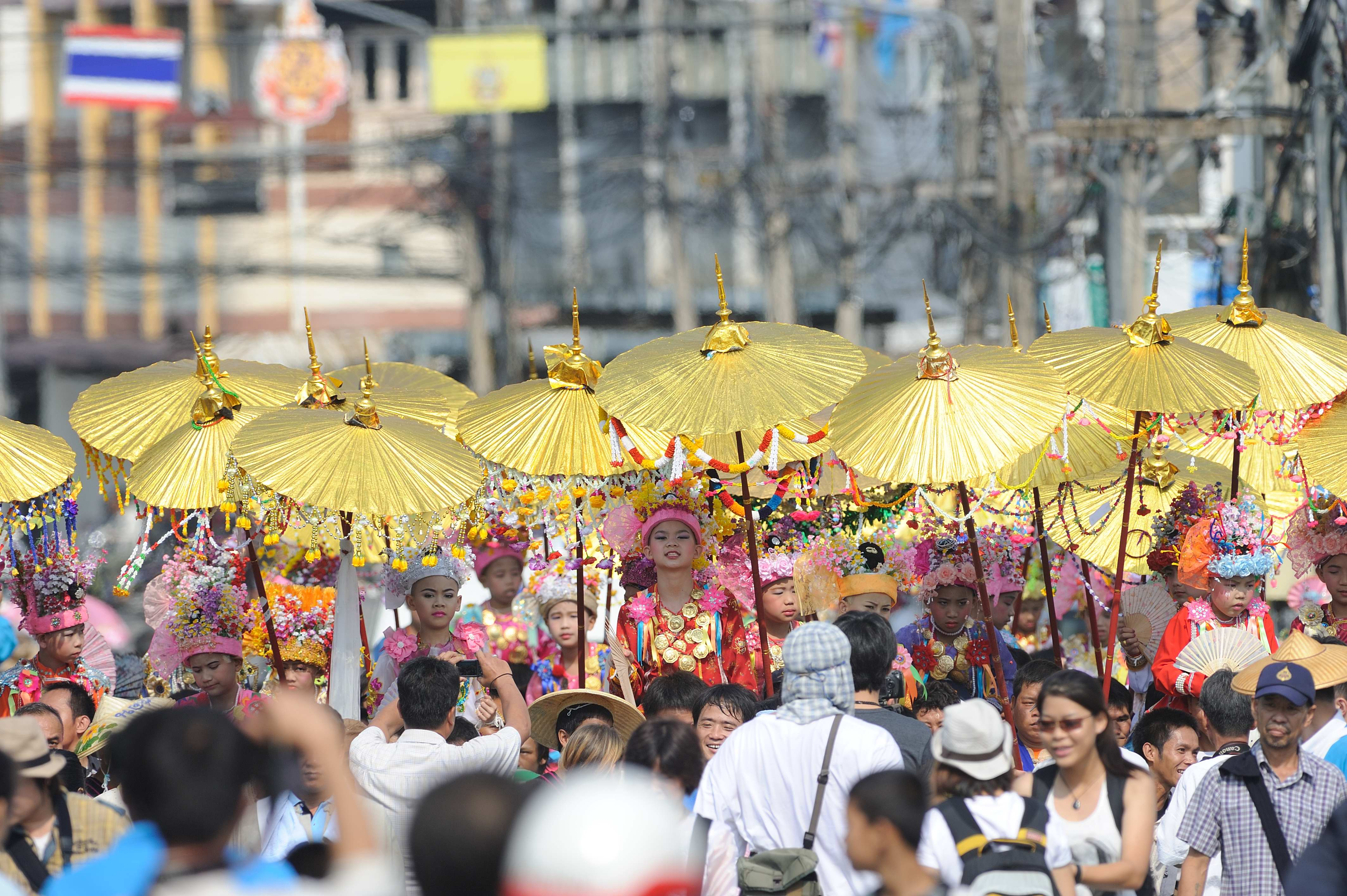